# Hinrichshagen (powiat Vorpommern-Greifswald)
Hinrichshagen – gmina w Niemczech, w kraju związkowym Meklemburgia-Pomorze Przednie, w powiecie Vorpommern-Greifswald, wchodzi w skład Związku Gmin Landhagen.  